# 德尔·毕肖尔
德尔默·“德尔”·毕肖尔（英語：Delmer "Del" Beshore，1956年11月29日—），美国NBA联盟前职业篮球运动员。